# Provincia de Andahuaylas
La provincia de Andahuaylas es una de las siete que conforman el departamento de Apurímac en el sur del Perú.
Limita por el norte y por el oeste con la provincia de Chincheros y el departamento de Ayacucho, por el este con la provincia de Abancay y por el sur con la provincia de Aymaraes.

## Historia

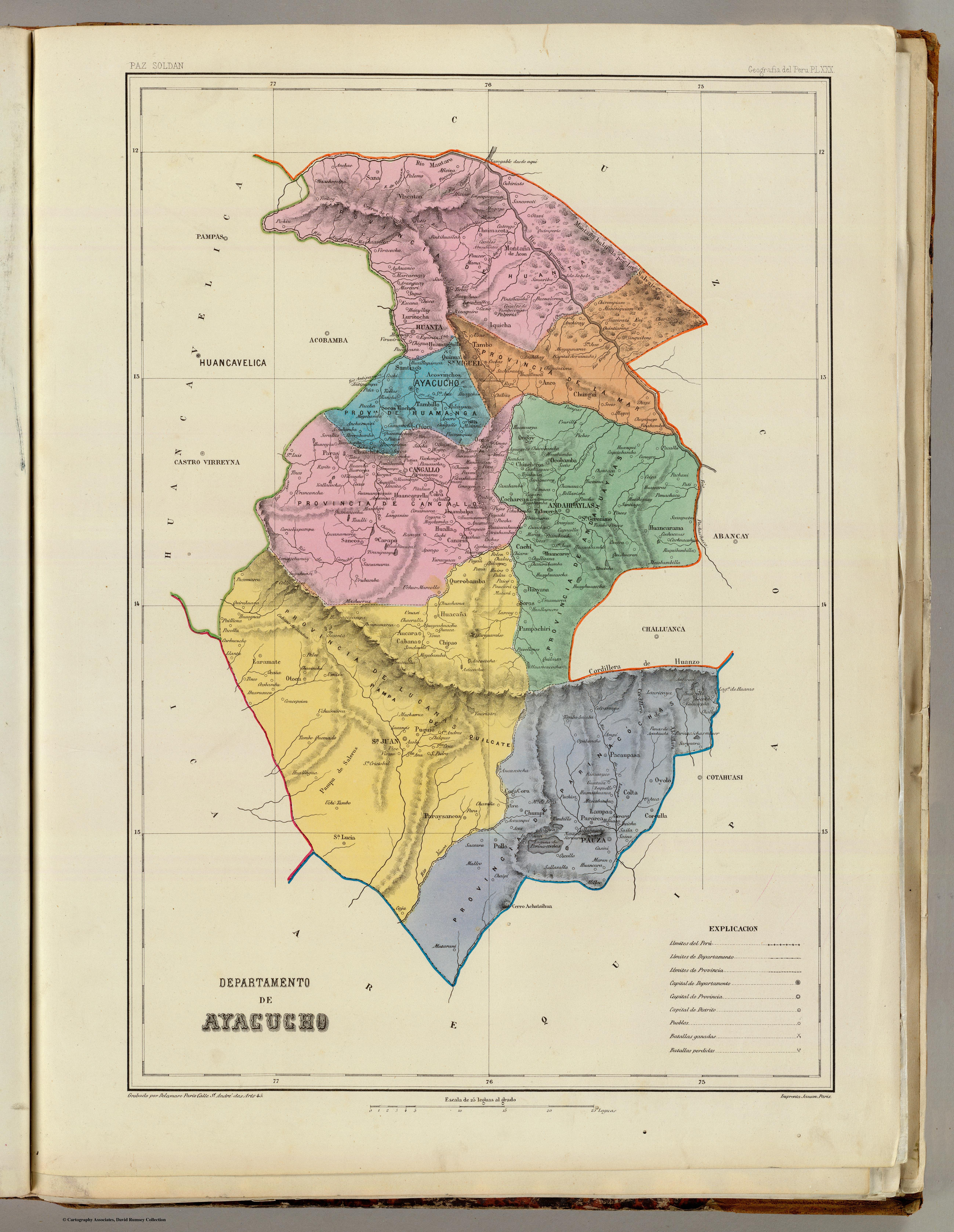
Mapa de Ayacucho en 1865

Andahuaylas es cuna de la cultura chanca, fervientes enemigos de los incas. La capital de la provincia, de la cual toma el nombre, fue fundada por Francisco Pizarro como «San Pedro de Andahuaylas, la Grande de la Corona» en 1533, según consta en las crónicas de Pedro Cieza de León. Durante la fundación de la ciudad, Pizarro dejó una cruz de madera que, posteriormente, dio inicio a la construcción de la Catedral de San Pedro en la plaza principal. Hasta la actualidad, la catedral guarda la cruz en su fachada. La actual provincia de Andahuaylas fue creada durante la época republicana junto con el distrito homónimo el 21 de junio de 1825, por decreto del gobierno dictatorial de Simón Bolívar.

## Geografía
Ocupa la parte central de la circunscripción provincial, teniendo tierras altas y medias, con climas frígidos y templados, siendo sus sembríos de pan llevar. La carretera longitudinal de la sierra (ruta PE-3S) pasa por sus inmediaciones tiene comunicación carretil con la mayoría de los distritos de la provincia.
En la parte alta, hacia el sur se halla el nuevo distrito de José María Arguedas (Huancabamba), en cuya explanada natural se ha acondicionado el campo de aterrizaje del Aeropuerto principal de la región que lleva este nombre y que las empresas de aviación mantienen con Lima varios vuelos a la semana, sirviendo así a Andahuaylas y provincias vecinas con buenos resultados. Cerca del aeropuerto hay cerros con minas de hierro, de elevado porcentaje, a las que se hallan amparadas con poderosas empresas mineras extranjeras y cuya explotación se hará con grandes inversiones en el lugar siendo esta una gran oportunidad para potenciar y desarrollar al departamento.

## División administrativa
La provincia tiene una extensión de 3987 km²  y se divide en 20 distritos:
- Andahuaylas: Se halla a una altitud de 2926 m s. n. m., creado simultáneamente con la provincia el 21 de junio de 1825.
- Andarapa: Creada por Ley n.º 9357, del 14 de marzo de 1941. Ostenta una superficie de 204.88 km. cuadrados. Su principal festividad es la que se desarrolla cada 4 de octubre en homenaje a san Francisco de Asís.
- Chiara: Creada el 5 de abril de 1935 por Ley n.º 8073. El pueblo de Chiara fue llamado Huayna Ccoscco, y fue un centro minero en el sector de Huillcahuma, en el que se fundían campanas de un mineral que extraían de una quebrada próxima.
- Huancarama: Creada por Ley n.º 9910, del 19 de enero de 1944.
- Huancaray: Fue creado el 7 de enero de 1961. Su principal festividad es la corrida de toros, que se desarrolla cada 29 y 30 de julio.
- Huayana: Creada por Ley n.º 23977 el 30 de octubre de 1984, se halla una altitud de 3150 m. s. n. m. aproximadamente. En su cercanía existe una importante ruina ancestral denominado Maucallaccta.
- José María Arguedas: Creada y oficializada por Ley n.º 30295 el 28 de diciembre de 2014, se encuentra a una altitud de 3444 m s. n. m. y que ahora se convierte en uno de los distritos más importantes de la provincia por albergar al aeropuerto de Huancabamba, entrada aérea principal hacia Andahuaylas y Apurímac.
- Kaquiabamba: Creada por Ley n.º 26471 el 9 de junio de 1995.
- Kishuará: Creada el 19 de enero de 1944 por Ley n.º 9910. En ella se alzan las ruinas de Curamba o Inca Monte. En este lugar se hallan rastros de enfrentamientos ancestrales entre los chankas y los quechuas.
- Pacobamba: Creada por Ley n.º 9910, del 20 de enero de 1944. Se dice que en el sector denominado Ccorihuayrachina, por las cascadas del río Pumachaca (lugar inaccesible), hay un tesoro escondido que corresponde al rescate de Atahuallpa, pero al saberse de su muerte se quedó en el camino.
- Pacucha: Creada el 21 de agosto de 1963 por Ley n.º 14629. En ella se halla el complejo arqueológico más estudiado de la provincia de Andahuaylas denominado Sondor. Así mismo se halla la hermosa laguna de Pacucha sobre el cual existen numerosas leyendas que le otorgan la característica de ser una laguna encantada.
- Pampachiri: Creada por Ley n.º 13482, del 7 de enero de 1961. Aquí se levanta imponente el famoso bosque de piedras denominado Pabellones.
- Pomacocha: Creada el 21 de agosto por Ley n.º 14630.
- San Antonio de Cachi: Creada el 8 de junio de 1936 por Ley n.º 8312.
- San Jerónimo
- San Miguel de Chaccrapampa
- Santa María de Chicmo: Creada el 11 de diciembre de 1964, por la Ley n.º 15258.
- Talavera de la Reyna
- Tumay Huaraca: Creada el 29 de diciembre de 1964 por Ley n.º 15268. En el sector se hallan vestigios de ruinas de una población denominada Auquimarca.
- Turpo: Creado por Ley n.º 9686 el 11 de diciembre de 1942. Su festividad más importante es la del Niño Jesús de Turpo, que se desarrolla cada 1 de julio.

## Capital
La capital de esta provincia es la ciudad Andahuaylas, cuyo título colonial de San Pedro de Andahuaylas, la Grande, cayó en olvido con el advenimiento de la República. Ahora es reconocida como ciudad por Ley 12444, promulgada el 24 de noviembre de 1955.

## Población
La provincia de Andahuaylas tiene una población aproximada de 150 758 habitantes al año 2020, siendo las ciudades más pobladas los distritos de Andahuaylas, San Jerónimo y Talavera.
| Pos | Distrito                 | Población (2020) |
| --- | ------------------------ | ---------------- |
| 1   | Andahuaylas              | 46 035           |
| 2   | San Jerónimo             | 22 241           |
| 3   | Talavera                 | 19 901           |
| 4   | Santa María de Chicmo    | 8570             |
| 5   | Pacucha                  | 8367             |
| 6   | Kishuará                 | 6069             |
| 7   | Andarapa                 | 5565             |
| 8   | Huancarama               | 5070             |
| 9   | José María Arguedas      | 4596             |
| 10  | Huancaray                | 3846             |
| 11  | Turpo                    | 3736             |
| 12  | Pacobamba                | 3334             |
| 13  | San Antonio de Cachi     | 3000             |
| 14  | Pampachiri               | 2268             |
| 15  | Tumay Huaraca            | 1912             |
| 16  | Kaquiabamba              | 1748             |
| 17  | San Miguel de Chaccrampa | 1650             |
| 18  | Chiara                   | 1209             |
| 19  | Pomacocha                | 890              |
| 20  | Huayana                  | 751              |

## Autoridades

### Regionales
- Consejeros regionales
  - 2019-2022[4]

  1. Laureano Aparco Cuevas (Movimiento Regional Llankasun Kuska)
  2. Santos Huamán Guillén (Movimiento Popular Kallpa)

### Municipales
- 2019-2022[4]
  - Alcalde: Abel Gutiérrez Buezo, del Movimiento Regional Llankasun Kuska.
  - Regidores:

  1. Adler Wylliam Malpartida Tello (Movimiento Regional Llankasun Kuska)
  2. Marcial Ortega Cárdenas (Movimiento Regional Llankasun Kuska)
  3. Aurelia Llanos Lizarme (Movimiento Regional Llankasun Kuska)
  4. Jonathan Anyelo Alhuay Quispe (Movimiento Regional Llankasun Kuska)
  5. Yudi Marleni Solano Pariona (Movimiento Regional Llankasun Kuska)
  6. César Augusto Alarcón Guillén (Movimiento Regional Llankasun Kuska)
  7. Elías Serna Miranda (Movimiento Regional Llankasun Kuska)
  8. Damaso Quispe Ruiz (Partido Democrático Somos Perú)
  9. María Cecilia Pizarro Larzo (Partido Democrático Somos Perú)
  10. Wilfredo Arandia Leguía (Movimiento Popular Kallpa)
  11. Richard Prada Pimentel (Alianza para el Progreso)

## Festividades
- Pukllay
- Yawar Fiesta
- Sondor Raymi

## Medios de comunicación

### Radios locales
- Corporación Radio TV Apurímac
- Radio Apurímaq 99.3 FM. Andahuaylas
- Radio Panorama 100.3 FM
- Radio Inka Sat 93.3 FM
- Radio Titanka 95.5 FM
- Radio Americana 104.9 FM
- Radio San Jerónimo 104.1 FM
- Radio Onda Mix 96.9 FM
- Radio Pirámide 107.3 FM

### Televisoras locales de Andahuaylas
- Chanka Visión (canal 11)
- Sol TV (canal 13)
- TAS TV (canal 21)